# Krystian Ulryk Wirtemberski
Krystian Ulryk Wirtemberski (ur. 27 stycznia 1691 w Bierutowie, zm. 7 lutego 1734 w Stuttgarcie) – książę oleśnicki.
Syn księcia Krystiana Wirtemberskiego i jego drugiej żony Sybilli Marii von Sachsen-Merseburg.
Jego ojciec zmarł w 1704 roku. Zgodnie z umową rodową wraz z bratem Karolem Fryderykiem Wirtemberskim w momencie uzyskanie pełnoletniości otrzymali część oleśnicką księstwa, ich kuzyn Karol część bierutowską.
11 lipca 1711 roku ożenił się z hrabiną Filipiną Charlottą von Redern. Mieli sześcioro dzieci:
- Elżbietę Zofię (1714-1716)
- Ulrikę Luizę (1715-1748)
- Karola (1716-1792)
- Wilhelminę Filipinę (1719)
- Franciszkę Charlottę (1724-1728)
- Fryderykę Joannę(1725-1726).

Krystian Ulryk zmarł w 1734 roku, jego następcą został syn Karol Krystian Erdman.

## Literatura
- Jan Županič: Württemberkové v Olešnici. [w:] „Studia zachodnie”, 13, 2011, S. 49-64.